# Gerrit Berckheyde

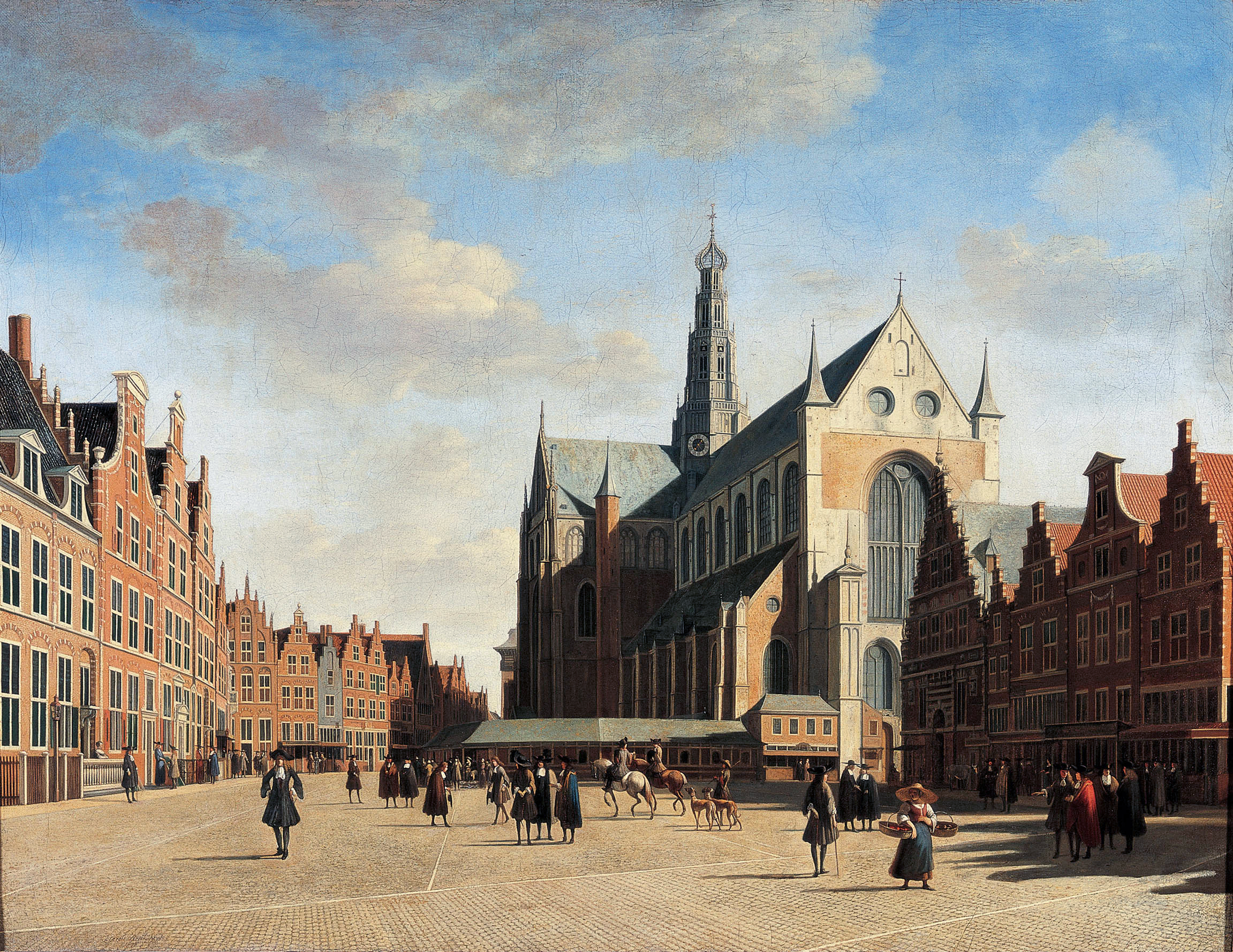
Gerrit Berckheyde – ”Vy från Grote Markt i Haarlem” (1696). Frans-Hals-Museum, Haarlem.

Gerrit Adriaensz. Berckheyde, född 1638 i Haarlem, död 10 juni 1698 i Haarlem, var en nederländsk målare. Yngre bror till Job Berckheyde.
Berckeyde var lärjunge till Frans Hals. Som sin bror målade han arkitekturbilder, exteriörer och interiörer. En hamnmålning av honom finns på Nationalmuseum, och Kyrkan i Nordwijk finns på Göteborgs konstmuseum.